# Gante-Wevelgem 1960
La Gante-Wevelgem 1960 fue la 22.ª edición de la carrera ciclista Gante-Wevelgem y se disputó el 17 de abril de 1960 sobre una distancia de 256 km.  
El belga Frans Aerenhouts (Mercier-Hutchinson-BP) se impuso en la prueba al imponerse a sus compañeros de fuga, sus compatriota Frans De Mulder y Jozef Planckaert. 

## Clasificación final
| Posición | Ciclista             | Equipo                | Tiempo    |
| -------- | -------------------- | --------------------- | --------- |
| 1        | Frans Aerenhouts     | Mercier-Hutchinson-BP | 6h 35'00" |
| 2        | Frans De Mulder      | Flandria-Wiel's       | m.t.      |
| 3        | Jozef Planckaert     | Flandria-Wiel's       | m.t.      |
| 4        | Arthur Decabooter    | Groene Leeuw          | a 38"     |
| 5        | Jo De Roo            | Helyett-Leroux        | m.t.      |
| 6        | Léon Van Daele       | Flandria-Wiel's       | m.t.      |
| 7        | Martin Van Geneugden | Carpano               | m.t.      |
| 8        | Antoon Van Der Steen | Locomotief            | m.t.      |
| 9        | Frans Schoubben      | Peugeot-BP-Dunlop     | m.t.      |
| 10       | René Van Meenen      | Faema                 | m.t.      |